# Lac Balukila
Le lac Balukila est un des lacs Mokoto situé à l’ouest des montagnes des Virunga dans le Nord-Kivu en la République démocratique du Congo.